# Blood Sword
Blood Sword è una serie di librogame creata da Oliver Johnson e Dave Morris e pubblicata in originale da Knight Books alla fine degli anni ottanta; in Italia la serie è stata pubblicata dalle Edizioni EL negli anni ottanta e da Edizioni Librarsi a partire dal 2018. I libri sono illustrati da Russ Nicholson e le mappe sono opera di Geoff Wingate. È ambientato nel mondo di Legend, già ideato per il gioco di ruolo Dragon Warriors.

## Il mondo diLegend
Il mondo di Legend - termine che non appare nella versione italiana della saga - ha numerosi elementi in comune con quello del X secolo e XI secolo, con la forte presenza di elementi delle mitologie cristiana, greca, romana, vichinga e araba. I Crociati della Vera Fede (religione analoga al cristianesimo) hanno sconfitto i Ta'ashim (seguaci di una religione analoga all'islam) e hanno conquistato l'Outremer. Man mano che si avvicina l'anno 1000, si fa largo tra la gente il fervore millenarista.

## Trama
Dopo essere uscito vittorioso dai labirinti di Krarth (libro 1), in cui ogni tredici mesi si tiene una sfida mortale, il protagonista - un eroe o un gruppo di eroi appartenenti alla Vera Fede - è coinvolto in una sanguinosa battaglia contro un branco di licantropi (libro 2). Sconfitti i licantropi, il protagonista riceve un fodero ingioiellato da un arpista morente - è il fodero della Spada della Vita, soprannominata Blood Sword nelle leggende popolari. Il protagonista è chiamato a ritrovare le parti mancanti della spada - prima l'elsa, poi la lama - per sconfiggere i Veri Maghi, che hanno perso la vita nel grande cataclisma detto Blasting seicento anni prima, e ora vogliono tornare nel mondo dei mortali per imporre il loro potere. Solo Blood Sword, la nemesi dei morti viventi, si frappone tra i Maghi e il loro obiettivo finale. Il protagonista si mette quindi in viaggio verso nord per giungere a Wyrd, il regno dove il Re Stregone custodisce l'elsa dentro il suo Palazzo dell'Eterno Imbrunire. Sconfitto il Re Stregone e impadronitosi dell'elsa, il protagonista si imbarcherà per Crescentium, capitale dei Principati della Crociata e principale porto dell'Outremer (libro 3).
Grazie all'aiuto di validi alleati - tra cui il saggio guaritore Emeritus e il capo della Setta degli Assassini Marijah, Ḥasan-i Ṣabbāḥ - riuscirà ad impadronirsi della lama. Ma il suo vecchio nemico Aiken - un guerriero yamatese, noto nelle terre occidentali col nome di Icon l'Empio - riuscirà a coglierlo di sorpresa: il protagonista riuscirà a sconfiggerlo per la seconda volta, ma Icon cadrà attraverso il Polo della Morte fino a Sheol, il mondo dell'oltretomba, portando Blood Sword con sé. Così il protagonista dovrà avventurarsi in Sheol (libro 4), un regno oltremondano composto da luoghi e creature infernali tratti da diverse mitologie, dove un uomo misterioso chiamato il Viaggiatore lo guiderà attraverso un lungo e pericoloso viaggio che avrà termine davanti all'arcangelo Azrael, il guardiano del mondo dei morti. Qui il protagonista scoprirà che il Viaggiatore altri non è che il suo arcinemico Icon: lo sconfiggerà per la terza ed ultima volta e recupererà così Blood Sword. Nell'ultimo libro, mentre il continente aspetta con terrore la fine del mondo, il protagonista si rimette nuovamente in viaggio verso nord per giungere alla cittadella di Spyte, dove i Veri Maghi si reincarneranno alla mezzanotte della Vigilia d'Inverno. Grazie all'aiuto di Karunaz - un nobile guerriero Ta'ashim, figlio dell'ormai defunto Hasan-i-Sabbah - il protagonista sconfigge i Veri Maghi: il millennio ha termine e l'umanità è salva. Il protagonista incontra nuovamente l'arpista, e in lui riconosce l'arcangelo Abdiel, colui che aveva forgiato la Spada millenni addietro: il Giorno del Giudizio è giunto e il protagonista è ricompensato con la vita eterna in Paradiso.

## Modalità di gioco
Questa serie differisce dai Fighting Fantasy e Scegli la tua avventura dell'epoca ed è strutturata per il gioco cooperativo (anche se un giocatore può controllare più di un personaggio alla volta).
Un gruppo può essere composto da quattro membri diversi. I giocatori possono scegliere se interpretare un Saggio, uno Stregone, un Ladro o un Guerriero: ognuna di queste classi offre diverse possibilità e presenta diversi vantaggi nel corso dell'avventura. I personaggi avanzano di livello e ottengono nuovi poteri man mano che la serie prosegue da un libro all'altro.
Nel corso della narrazione alcuni paragrafi, diretti specificamente ad uno soltanto dei personaggi, possono essere letti da uno soltanto dei giocatori, che ottiene così informazioni che è libero di condividere o meno con gli altri.

### Combattimento
Il combattimento si svolge su mini-mappe composte da quadrati: ai personaggi è data la libertà di effettuare scelte tattiche per sconfiggere gli avversari, il che aggiunge una dimensione di realismo al gioco. Il sistema di gioco, dal canto suo, descrive il comportamento in linea generale dei nemici, in modo che i giocatori possano organizzare gli scontri senza l'ausilio di un gamemaster. La strategia degli avversari, qualora possieda poteri differenti dal semplice attacco di base, è già delineata dalle istruzioni, o in certi casi viene determinata da un tiro di dadi. La maggior parte degli scontri prevede per i personaggi la possibilità di fuggire, purché il gruppo prenda tale decisione all'unanimità.
A volte ci si poteva imbattere in una mappa con ostacoli non attraversabili e i personaggi dovevano girarvi attorno o quadrati impossibili da attraversare dai giocatori, ma non dai mostri (es. carboni ardenti), o viceversa caselle sulle quali i giocatori possono muoversi, ma precluse agli avversari.

### Classi
- Guerriero: Il tipico onorevole combattente. Può subire ed infliggere forti danni, ma non ha nessuna capacità unica e deve comportarsi onorevolmente o subire penalità.
- Ladro: Un astuto e carismatico ladro, anche se con un cuore.
- Saggio: Un monaco guerriero dotato di poteri mistici e curativi, oltre ad avere una profonda conoscenza di varie antiche culture. Ci sono molte occasioni in cui la sapienza del Saggio è necessaria per risolvere un problema o fornire maggiori informazioni su qualcosa.
- Stregone: L'obbligatorio mago che inizia il gioco con una lunga lista d'incantesimi.

### Caratteristiche
- Combattività: indica la potenza combattiva del personaggio.
- Energia Mentale: indica la resistenza del personaggio agli incantesimi d'attacco e, nel caso di uno Stregone, la sua attitudine alla magia.
- Intelligenza: la velocità, la destrezza e l'astuzia del personaggio.
- Energia Vitale: indica lo stato di salute del personaggio. Le ferite vengono sottratte all'Energia Vitale, e se questa arriva a zero, il personaggio muore.

Le caratteristiche dipendono dal livello. Ciò semplifica la giocabilità, ma in questo modo non si può adattare il personaggio ai propri gusti, per esempio rendendolo un combattente leggermente migliore sacrificando punti di altre caratteristiche.

## Lista dei libri
1. I labirinti di Krarth
Ogni tredici mesi lunari i Maghi di Krarth indicono una competizione mortale per stabilire chi fra loro sarà il signore di quella terra cupa e gelida. Le squadre di audaci avventurieri vengono inviate nei labirinti scavati al di sotto della tundra, alla ricerca dell'Emblema della Vittoria che conferirà il potere al loro padrino. Solo una squadra può uscire vincitrice; gli altri dovranno morire.
2. Il regno di Wyrd
Dal Palazzo dell'Eterno Crepuscolo il Re Stregone tiene il suo regno in schiavitù. I suoi sudditi vivono in un'eterna paura, perché sanno che il loro malvagio monarca può scrutare le menti altrui e uccidere le persone nei loro sogni. Solo degli stranieri venuti da oltre i confini di Wyrd possono abbattere il tiranno, e per questo avranno bisogno di tutto il coraggio e l'abilità di cui può essere capace un mortale.
3. L'artiglio del demone
Riuscirai a sopravvivere ai pericoli di Crescentium, la città del deserto? Gli spettri vaganti e gli assassini, i mostri semiumani, il temuto Sette-in-Uno? Perché questa è una terra di inganno e stregoneria, dove incontrerai terrori e meraviglie più fantastici di quanto tu abbia mai osato immaginare: l'immenso Roc, i tre desideri, il vascello del Re Pirata, il cavallo volante, la magia della bella Psiche. E chi sarà a vincere la Spada della Morte, l'Artiglio del Demone?
4. Viaggio all'inferno
Di tutte le disperate avventure, questa è la più disperata... e la più importante. Mancano solo due anni all'anno 1000, quando il potere dei Maghi raggiungerà il culmine e sarà imminente il momento della loro reincarnazione! Non tutto è perduto: se riuscirai a recuperare i frammenti di Blood Sword, potrai opporti ai Maghi. Ma per farlo dovrai avventurarti nella terra dei morti...
5. Le mura di Spyte
In un cielo sempre più buio, cinque stelle minacciose sono entrate in coigiunzione per la prima volta dopo 200 anni. Dalla volta celeste esse inviano la loro nefasta influenza su un territorio coperto dai ghiacci. Sono gli spiriti disincarnati degli ultimi Maghi, che torneranno nel mondo dei mortali a mezzanotte per portarvi una nuova era di terrore. Tu impugni l'unica forza al mondo in grado di distruggere i Maghi. La Spada della Vita è la sola speranza dell'umanità, ma non ti garantisce la vittoria: i Maghi hanno avuto due secoli d'esilio per preparare la loro reincarnazione. Per fermarli avrai bisogno di più forza e coraggio di quanto tu ne abbia mai avuto!

## Declino e rinascita
Le avventure di Blood Sword sono considerate librogame avanzati, anche in quanto riflettono maggior passione e dedizione del normale da parte degli autori. All'epoca della pubblicazione molti giocatori stavano abbandonando i librogame in favore dei GdR più completi; ciò ha contribuito a rendere gli ultimi volumi (in Inghilterra: in Italia sono più diffusi) abbastanza rari e ricercati in virtù del loro valore affettivo e del fattore nostalgia, allorché si è cominciato a riscoprire le gioie dei librogame dopo alcuni anni di disinteresse.
A partire dal 2014 l'autore Dave Morris ha ripubblicato l'intera serie, correggendo alcuni problemi presenti nel regolamento originale e aggiungendo elementi nuovi alla trama. Le nuove edizioni sono pubblicate in Italia da Edizioni Librarsi e presentano una nuova traduzione e una diversa veste grafica.